# 青葉 (小惑星)
青葉（あおば、4292 Aoba）は、小惑星帯にある小惑星である。
1989年11月、小石川正弘が仙台市天文台愛子観測所で発見した。

## 名称
仙台藩主伊達政宗によって築かれた青葉城（仙台城）にちなむ。また、1989年4月に仙台市が政令指定都市になった際に設けられた行政区のうちのひとつの名（青葉区）であることも命名文には記されている。命名は1990年3月になされた。
青葉区には青葉城があるほか、仙台市天文台（命名当時は西公園内。2008年に青葉区錦ケ丘に移転した）、および本小惑星を発見した愛子観測所もある。
なお、仙台市にある5つの行政区は (4292) 青葉 のほか、(4407) 太白、(4539) 宮城野、(5128) Wakabayashi（若林）、(6089) Izumi（泉）と、いずれも小石川が発見した小惑星に命名されている。また、市名の仙台も (3133) 仙台 に命名されている。